# Henryk Szczygliński

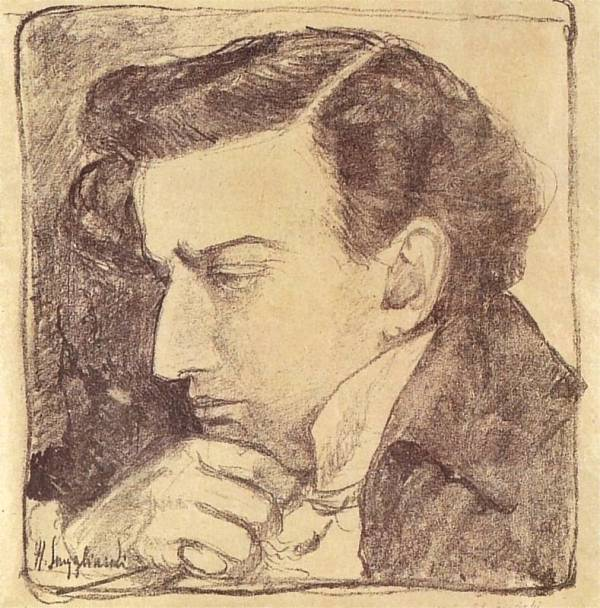
Autoportret 1905

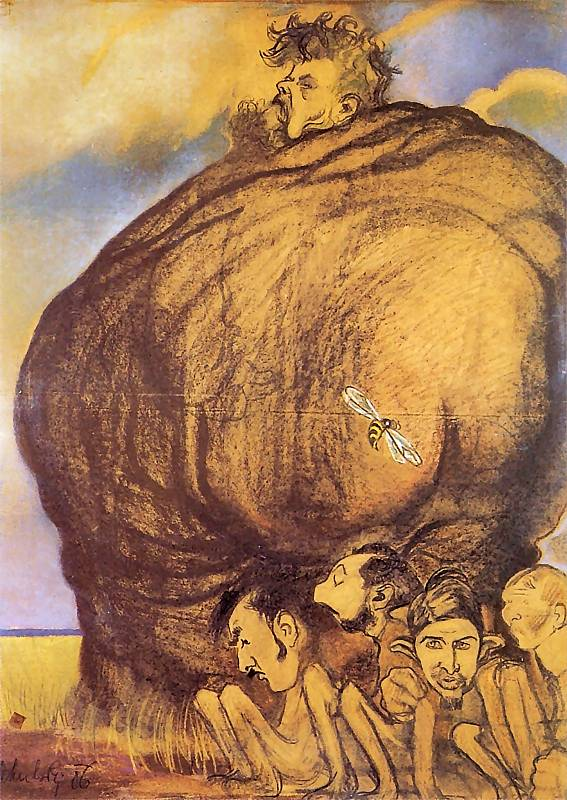
Jan Stanisławski z uczniami - Kazimierz Sichulski (1905), Szczygliński trzeci z lewej

Henryk Jan Szczygliński (ur. 19 stycznia 1881 w Łodzi, zm. 24 września 1944 w Warszawie) – polski malarz i grafik.

## Życiorys
Henryk Szczygliński był synem Franciszka Szczyglińskiego i Bronisławy z Moszyńskich. Od 30 stycznia 1917 roku był mężem skrzypaczki Felicji Frydlender. W czasie I wojny światowej służył w Legionach Polskich w 2 szwadronie ułanów, w szeregach Wojska Polskiego walczył w wojnie polsko-bolszewickiej. Zmarł na raka podczas powstania warszawskiego w 1944 roku. Pochowano go prowizorycznie na skwerku między ulicami Piękną, Kruczą i Mokotowską. 24 września 1946 roku ekshumowano zwłoki artysty i pochowano je na cmentarzu Powązkowskim (kwatera 142-3-1).

## Twórczość
Uczęszczał do łódzkiej szkoły rysunkowej Witolda Wołczackiego. Następnie od roku 1898 studiował malarstwo w Monachium w pracowni Stanisława Grocholskiego, potem u Antona Ažbego, w Paryżu i Krakowie, gdzie był uczniem Jacka Malczewskiego, Leona Wyczółkowskiego, Teodora Axentowicza, w końcu Jana Stanisławskiego i jego klasy pejzażowej w krakowskiej Akademii Sztuk Pięknych. Odgrywał czynną rolę w krakowskim życiu artystycznym okresu Młodej Polski. Współpracował z kabaretem Zielony Balonik. Był prezesem Warszawskiego Towarzystwa Artystycznego. W 1932 roku Zachęta Narodowa Galeria Sztuki przyznała mu dyplom honorowy.

## Ordery i odznaczenia
- Krzyż Niepodległości (4 lutego 1932)[3]
- Krzyż Walecznych[1]
- Medal Pamiątkowy za Wojnę 1918–1921[1]

## Bibliografia

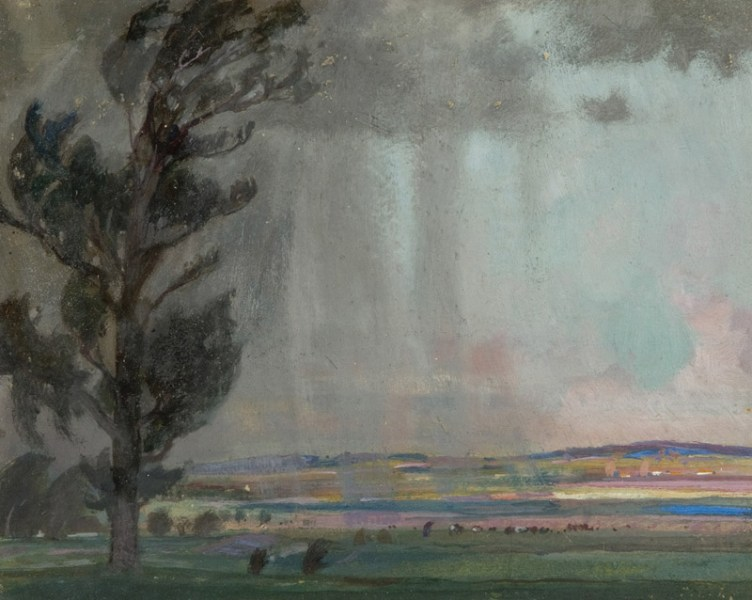
Idzie burza
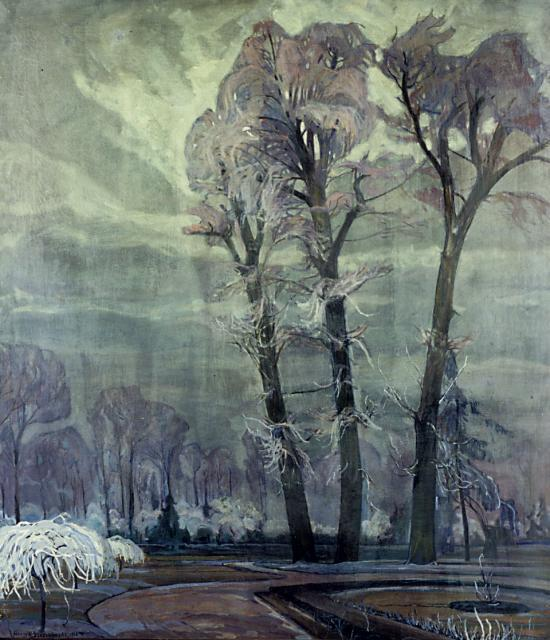
Park Łazienkowski nocą
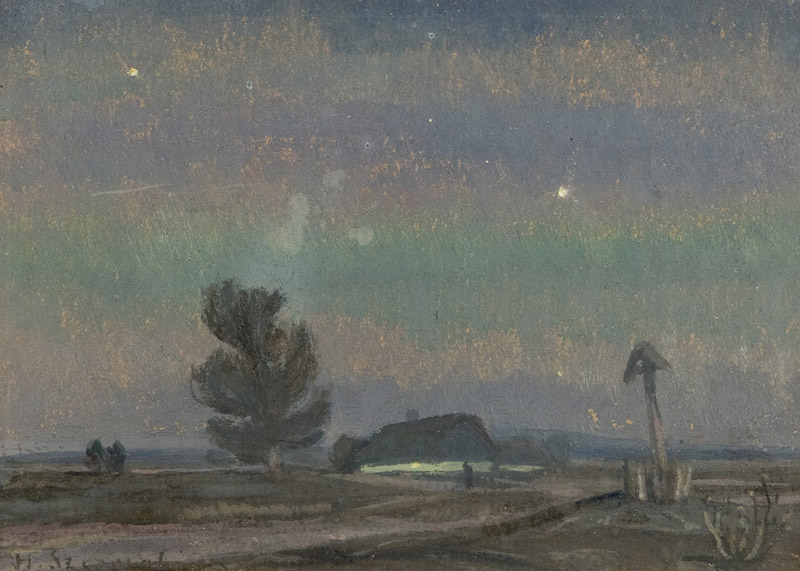
Noc księżycowa
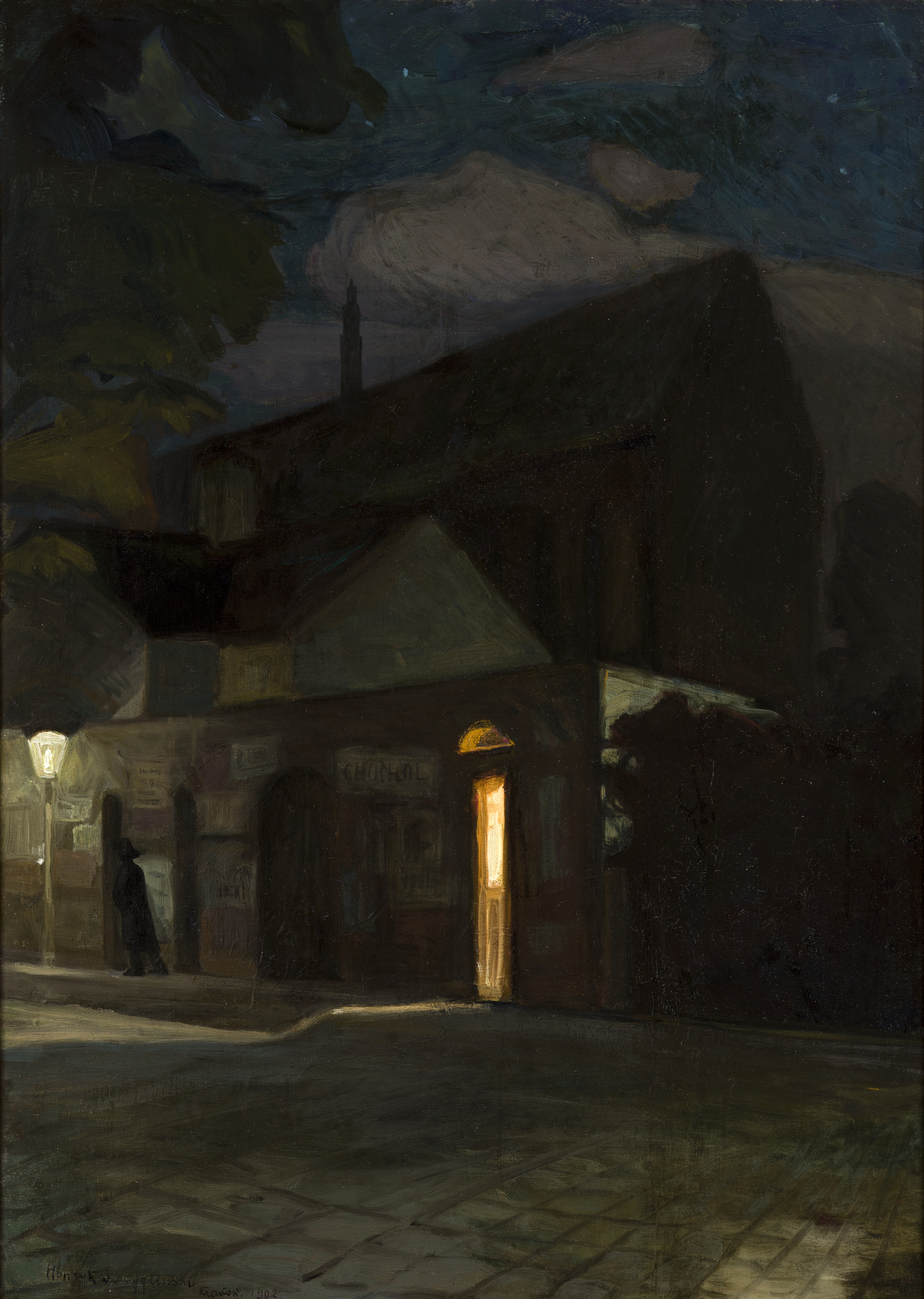
Kościół Dominikanów w Krakowie nocą